# 에스펜 오르세트
에스펜 J. 오르세트(Espen J. Aarseth, 1965년 ~ )는 노르웨이의 비디오 게임 연구자이자 전자 문학 연구자이다. 베르겐 대학교에서 비교문학으로 박사학위를 받았다. 베르겐 대학교 인문정보학부(Dept. of Humanistic Informatics)를 설립하고 2003년까지 재직하였다. 온라인 학술지 《게임 연구》(Game Studies)의 공동 창립자로, 코펜하겐 IT대학교 컴퓨터게임연구센터(Center for Computer Games Research) 센터장을 맡았다. 주요 저서로 《사이버텍스트: 에르고딕 문학에 대하여》(Cybertext: Perspectives on Ergodic Literature, 1997) 등이 있다.

## 같이 보기
- 전자 문학
- 포스트모던 문학
- 하이퍼텍스트